# ششتوک
روستای شِشْتوک از توابع شهرستان بجستان واقع در خراسان رضوی است. این روستا در فاصله ۱۳ کیلومتری از مرکز شهرستان در مسیر بجستان فردوس قرار دارد. طبق سرشماری سال ۱۳۸۵ روستای ششتوک دارای ۲۹ خانوار و۹۴ نفر جمعیت است. این روستا در دامنه کوه زیرک واقع شده‌است. ارتفاع ششتوک از سطح دریا به بیش از ۱۵۷۱ متر می‌رسد.
محصولات: محصولات باغی عمده این روستا شامل انار، انگور، زردآلو، هلو، آلو، گیلاس، انجیر، سیب، گردو و بادام می‌باشد.
سایر محصولات کشاورزی شامل زعفران، نخود، شوید، عدس، پنبه، نعنا، جو، گندم، حلبه، ماش، خربزه، هندوانه و گوجه‌است.
روستای ششتوک به دلیل ارتفاع زیاد دارای چشم‌انداز بی نظیری است و داری مناطق پر جاذبه و گردشپذیر است.
از جاذبه‌های آن می‌توان به چنارهای گستاواز اشاره کرد؛ که بر اساس شنیده‌ها بیشتر از ۱۸۰۰ سال عمر دارد.
همچنین فضای زیبای درختکاری شده روستا آن را از روستاهای همجوار متمایز می‌کند.